# Environnement au Kazakhstan
L'environnement au Kazakhstan est l'environnement (ensemble des éléments - biotiques ou abiotiques - qui entourent un individu ou une espèce et dont certains contribuent directement à subvenir à ses besoins) du pays Kazakhstan, pays d'Asie.

## La biodiversité du Kazakhstan
Le climat est de type ...
Le sol est occupé à x % par la forêt.
En 2015, au Kazakhstan, près de 200 000 antilopes saïgas sont mortes d’une épidémie d’empoisonnement du sang (infection bactérienne) liée au climat. Une hécatombe sans précédent et simultanée dans toutes les régions du pays. Classés en 2002 en « danger critique d’extinction » par l’Union internationale pour la conservation de la nature, les saïgas sont par ailleurs victimes du braconnage : les cornes des mâles sont utilisées en Chine pour des remèdes de médecine traditionnelle.

## Politique environnementale au Kazakhstan

### Évaluation environnementale globale
En 2015, l'organisation Global Footprint Network (GFN) indique que le Kazakhstan a un déficit en biocapacité. Les réserves agricole et en bois sont quasi nulles, et le bilan carbone est négatif avec une empreinte carbone plus de trois fois supérieur à la capacité forestière d'absorption.